# 馬些路·丹尼爾·加拿度
馬些路·丹尼爾·加利亚多（Marcelo Daniel Gallardo，1976年1月18日—）一般称作加利亚多，1976年1月18日生于梅諾，阿根廷职业足球运动员，曾代表阿根廷上陣44場射入14球，出席過1998年世界盃和2002年世界盃。
2014年6月，獲委任為阿根廷甲組足球聯賽河床體育會主教練。